# Alfa del Sextant
Alfa del Sextant (α Sextantis) és l'estel més brillant de la constel·lació del Sextant, de magnitud aparent +4,48. Es troba a 287 anys llum del sistema solar.
Alfa del Sextant està classificada com una geganta blanca de tipus espectral A0III, si bé el seu diàmetre és només 3,8 vegades més gran que el del Sol. Té una temperatura efectiva de 9900 K i, amb una massa 3 vegades major que la massa solar, la seva lluminositat equival a la de 122 sols. Als seus 300 milions d'anys, està acabant l'etapa de fusió de l'hidrogen, per d'aquí uns altres 60 milions d'anys passar a ser una autèntica geganta de color ataronjat molt més brillant. Gira sobre si mateixa amb una velocitat de rotació projectada de 7 km/s, una xifra baixa per a un estel de les seves característiques, per la qual cosa es pensa que el seu eix de rotació pot estar apuntant aproximadament cap a la Terra. Observacions del telescopi espacial Spitzer no han detectat excés tèrmic en la radiació infraroja emesa per Alfa Sextantis; aquest excés es relaciona amb la presència d'un disc circumestelar de pols com l'existent al voltant de Vega (α Lyrae) i Fomalhaut (α Peixos Austrini).
Alfa del Sextant és, al costat de Heze (ζ Virginis) i ζ Aquarii, un dels estels que marquen l'equador celeste, estant situat només un quart de grau al sud del mateix. A causa del moviment de precessió de la Terra, que fa que l'equador celeste vagi desplaçant-se al llarg d'un cicle de 25.767 anys, fins al desembre de 1923, Alfa del Sextant es trobava en l'hemisferi nord celeste.